# Hydrotaea floccosa
Hydrotaea floccosa är en tvåvingeart som beskrevs av Macquart 1835. Hydrotaea floccosa ingår i släktet Hydrotaea och familjen husflugor. Arten är reproducerande i Sverige. Inga underarter finns listade i Catalogue of Life.